# أولمبياد الشطرنج ال36
أولمبياد الشطرنج 2004 هي منافسة عالمية نظمها الاتحاد الدولي للشطرنج من 14 إلى 31 أكتوبر 2004 بمدينة كالفيا الإسبانية.